# Bertazzon
Bertazzon est un constructeur de manèges installé en Italie. La filiale américaine produit des autos-tamponneuses, des carrousels, des chaises volantes, des Music Express, des véhicules de parcours scéniques et des orbiters.

## Galerie

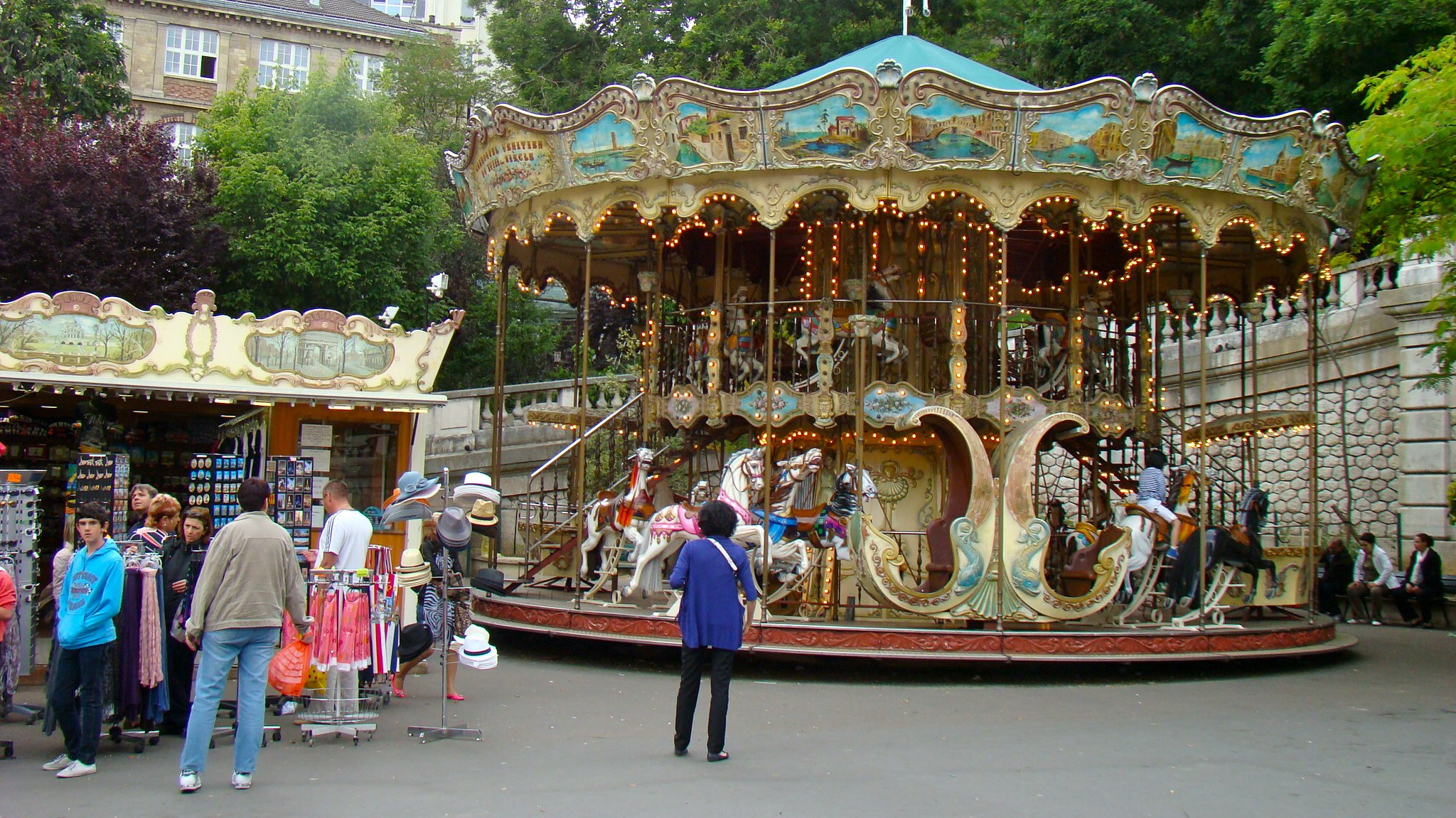
Carrousel à Montmartre
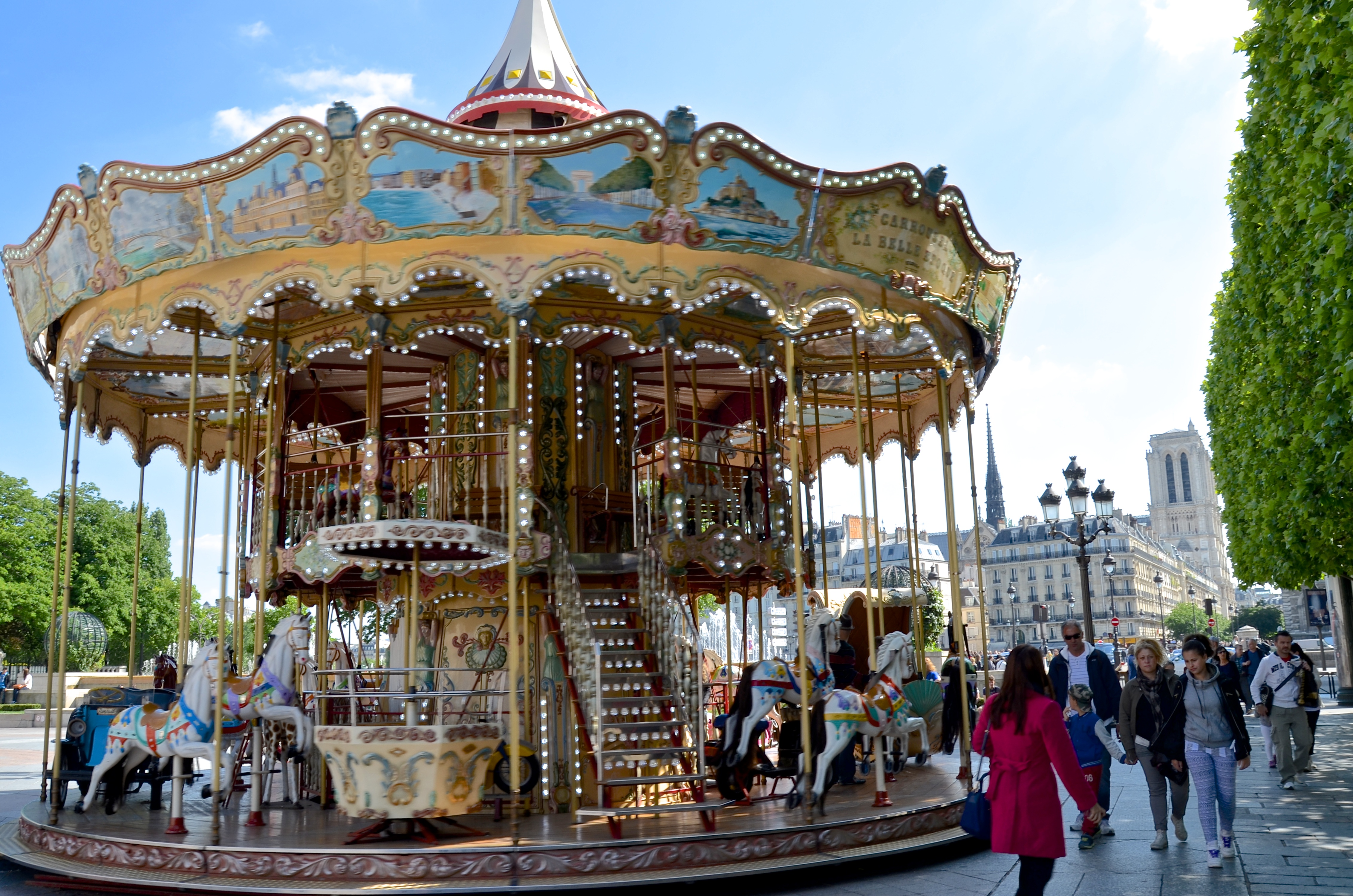
Carrousel Belle époque à Paris